# 조지 클린턴 (음악가)
조지 클린턴(George Clinton, 1941년 7월 22일 ~ )은 미국의 음악가로 펑크 뮤직의 개척자 중 한 명이다. P 펑크의 창시자로 수많은 독창적 블랙 뮤직의 기초를 놓았다.

## 출연 작품
- 트롤: 월드 투어 (2020) - 퀸시 왕 역 (목소리)